# Лалю Ганчев
Лалю Василев Ганчев е български журналист, политик от БЗНС.

## Биография
Роден е на 22 февруари 1914 година в село Брестница, Тетевенско в земеделското семейство на Васил и Найда Ганчеви. Учи славянска филология в Белград през 1934 година и в Париж през 1939 година. Бил е председател на ЗМС в Тетевенско. За участие в студентското антифашистко движение е интерниран в лагерите „Гиген“ и „Св. Врач“.
След 9 септември 1944 г. е член и деец на оранжевия БЗНС, присъдружната на БРП (к.) партия, политически секретар на земеделския младежки съюз в периода 1945 – 1947 година. На учредителния конгрес на СНМ е избран за един от секретарите на неговия ЦК. От 1950 година е главен секретар на Националния комитет за мира. Заместник-министър на вътрешната търговия в периода 1950 – 1951 година в кабинета на Васил Коларов. Преминава на дипломатическа работа като посланик на България в Норвегия, Дания, Швеция и Исландия. Член е на НС на ОФ. В периода 1972 – 1977 година е секретар, а от 1977 година заместник-председател на НС на ОФ.
В периода 1976 – 1981 г. е народен представител и член на Държавния съвет на НРБ. През февруари 1973 година е избран за член на Президиума на Световния съвет на мира. Награден е с орден „Георги Димитров“ (1974) и ордени „Народна република България“ I степен (1959, 1964). Има две дъщери Вера и Васа Ганчева.
Умира през януари 1981 г. в София.